# Список Героев Советского Союза (Адыгея)
 В настоящем списке представлены в алфавитном порядке Герои Советского Союза, родившиеся или жившие продолжительное время и учившиеся на территории современной Республики Адыгеи. А также Герои, прибывшие на постоянное место жительства а Адыгею. Список содержит информацию о дате Указа о присвоении звания, роде войск, должности и воинском звании Героев на дату представления к присвоению звания Героя Советского Союза , годах жизни с указанием даты рождения по старому и новому стилям.

## Герои Советского Союза
- Серым цветом в таблице выделены Герои, погибшие или пропавшие без вести во время войн.

| № п/п | Фамилия Имя Отчество                                                                 | Дата Указа | Род войск                  | Должность | Звание                    | Годы жизни | Страница на сайте «Герои Страны» |
| ----- | ------------------------------------------------------------------------------------ | ---------- | -------------------------- | --- | ------------------------- | --- | -------------------------------- |
| 1     | Андрухаев Хусен Борежевич                                                            | 27.03.1942 | пехота                     | политрук роты 733-го стрелкового полка 136-й стрелковой дивизии 18-й армии Южного фронта | младший политрук          | Родился в ауле Хакуринохабль ныне Шовгеновский район Республика Адыгея 2.03.1920 — 8.11.1941 Похоронен в братской могиле в селе Дьяково Луганская область, Украина.                                                                    | [ ГС 1 ] [ НЛ 1 ]                |
| 2     | Ачмизов Айдамир Ахмедович                                                            | 31.03.1943 | кавалерия                  | заряжающий орудия 2-го гвардейского отдельного конного артиллерийского дивизиона 10-й гвардейской казачьей Кубанско-Слуцкой Краснознамённой орденов Суворова, Кутузова и Богдана Хмельницкого кавалерийской дивизии, 4-го гвардейского казачьего кавалерийского корпуса Закавказского фронта | гвардии казак             | Родился в ауле Большой Кичмай, Лазаревский район, Сочи, Краснодарский край10 (23) марта 1912 — 2.12.1942 Похоронен в ауле Новкус-Артезиан, Нефтекумский район, Ставропольский край                                                     | [ 2 ]                            |
| 3     | Березовой Анатолий Николаевич                                                        | 10.12.1982 | космонавт                  | командир экипажа пилотируемого орбитального научно-исследовательского комплекса «Союз Т-5» — «Салют-7», лётчик-космонавт СССР № 51 | Полковник                 | 11.04.1942 — 20.09.2014 | [ БС1 1 ] [ ГС 2 ]               |
| 4     | Бжигаков Камчари Барокович (Бжигаков Кимчерий Борокович, Бжигаков Камчары Барокович) | 27.06.1945 | артиллерия                 | командир взвода миномётной батареи 7-го гвардейского кавалерийского полка, 2-я гвардейская кавалерийская дивизия, 1-й гвардейский кавалерийский корпус, 1-й Украинский фронт. | гвардии старший лейтенант | Родился в ауле Тлюстенхабль ныне Теучежского района Республики Адыгея 18 апреля (1 мая) 1911 — 23.11.1943 умер в Краснодаре, похоронен в ауле Тлюстенхабль                                                                             | [ БС1 2 ] [ ГС 3 ] [ НЛ 2 ]      |
| 5     | Важинский, Александр Григорьевич                                                     | 27.06.1945 | авиация                    | командир эскадрильи 6-го бомбардировочного авиационного полка 219-й бомбардировочной авиационной дивизии 4-го бомбардировочного авиационного корпуса 2-й воздушной армии 1-го Украинского фронта                                                                                             | майор                     | 14 (27) февраля 1910 — 2.10.1970 | [ БС1 3 ] [ ГС 4 ] [ НЛ 3 ]      |
| 6     | Василенко, Константин Петрович                                                       | 24.03.1945 | пехота                     | командир взвода 102-го гвардейского стрелкового полка 35-й гвардейской стрелковой дивизии 8-й гвардейской армии 1-го Белорусского фронта | гвардии младший лейтенант | 15.06.1923 — 2.11.2001 | [ БС1 4 ] [ ГС 5 ] [ НЛ 4 ]      |
| 7     | Гераськин, Александр Иванович                                                        | 24.03.1945 | кавалерия                  | командир 30-го гвардейского кавалерийского полка 9-й гвардейской казачьей кавалерийской дважды Краснознамённой, орденов Суворова, Кутузова, Богдана Хмельницкого Кубанско-Барановичской дивизии 4-го гвардейского кавалерийского корпуса 1-го Белорусского фронта                            | гвардии подполковник      | Родился в Усть-Лабинске Краснодарского края 10 (23) августа 1913 — 6.09.1962 умер и похоронен в Псебае Краснодарского края | [ ГС 6 ]                         |
| 8     | Гизатуллин Хамазан Гатауллович                                                       | 30.10.1943 | артиллерия                 | командир 45-миллиметрового орудия 63-го отдельного истребительного противотанкового дивизиона 106-й стрелковой Забайкальской дивизии 65-й армии Центрального фронта | старший сержант           | Родился в деревне Сибирки Шадринского района Курганской области 10.05.1921 — 19.11.2007 умер и похоронен в Майкопе | [ 3 ]                            |
| 9     | Головченко Василий Иванович                                                          | 24.03.1945 | артиллерия                 | Механник-водитель САУ, Комбайнёр Старо-Титаровской МТС Темрюкского района Герой Социалистического Труда20.05.1952 | старшина                  | (23 апреля 1920, станица Старотитаровская ныне Темрюкского района Краснодарского края — 17 марта 2014, Темрюк, Краснодарский край) | 1395                             |
| 10    | Гредин Пётр Тимофеевич                                                               | 19.03.1944 | связисты                   | Телефонист взвода связи 1147-го стрелкового полка, 353-й стрелковой дивизии,46-й армии, 3-й Украинского фронта | Рядовой                   | Родился в станице Севастопольская ныне Майкопского района Республики Адыгея 01.12.1925 — 08.02.1980умер и похоронен в станице Абадзехская Майкопского района Республики Адыгея                                                         | [ ГС 7 ] [ НЛ 5 ]                |
| 11    | Груздин Александр Иванович                                                           | 26.11.1941 | Гражданский Воздушный Флот | пилот 1-й авиационной транспортной дивизии, Гражданский Воздушный Флот (в составе ВВС) | старший лейтенант         | Родился в Риге Латвия 5 (18) мая 1903 — 16.06.1943 погиб, похоронен в Москве | [ ГС 8 ]                         |
| 12    | Гурьев Михаил Николаевич                                                             | 27.02.1945 | пехота                     | командир взвода 1-го стрелкового батальона «Батальона Славы» 215-го гвардейского стрелкового полка 77-й гвардейской стрелковой дивизии, 69-я армия, 1-й Белорусский фронт | гвардии старший лейтенант | Родился в селе Костылёво Абатского района Тюменской области 21.11.1924 — 25.11.2004 умер и похоронен в Майкопе | [ ГС 9 ] [ НЛ 6 ]                |
| 13    | Данькин Андрей Фёдорович                                                             | 05.11.1944 | авиация                    | штурман звена 5-го гвардейского авиационного полка 50-й авиационной дивизии 6-го авиационного корпуса АДД | гвардии майор             | Родился в Майкопе 03.10.1913 — 30.06.1978 умер и похоронен в Смоленске | 9835                             |
| 14    | Донских Иван Григорьевич                                                             | 31.05.1945 | артиллерия                 | командир дивизиона 538-го миномётного полка 33-й армии 1-го Белорусского фронта | старший лейтенант         | Родился в селе Усть-Мосиха Ребрихинского района Алтайского края 14 (27) января 1917 — 12.10.1997 умер и похоронен в Майкопе | 9685                             |
| 15    | Журавлёв Лаврентий Степанович                                                        | 10.04.1945 | пехота                     | командир пулемётного взвода 248-го стрелкового полка 31-я стрелковая дивизия 52-я армия 1-й Украинский фронт | гвардии лейтенант         | 10.08.1905 — 25.01.1945 | 9424                             |
| 16    | Зуйков Алексей Васильевич                                                            | 24.03.1945 | пехота                     | заместитель командира батальона по политической части 875-го стрелкового полка, 158-я стрелковая дивизия, 43-я армия (СССР), 1-й Прибалтийский фронт | старший лейтенант         | Родился в деревне Каменево Ливенского района Орловской области 15.02.1916 — 05.04.1977 Погиб в автокатастрофе, похоронен в Майкопе | 9684                             |
| 17    | Зюзин, Дмитрий Васильевич                                                            | 16.05.1944 | авиация                    | Заместитель командира эскадрильи 11-го гвардейского истребительного авиационного полка, 2-й гвардейской минно-торпедной авиационной дивизии, ВВС Черноморского флота | старший лейтенант         | Родился в Майкопе 01.11.1921-12.07.1976 Умер в городе Жуковском Московской области | 1321                             |
| 18    | Иванов Николай Максимович                                                            | 26.10.1944 | авиация                    | старший лётчик-наблюдатель 50-го отдельного разведывательного авиационного полка 2-я воздушная армия 1-й Украинский фронт | старший лейтенант         | Родился в станице Пашковской, Краснодарский край 28.11.1918 — 06.10.1959 Умер и похоронен в Одессе | 9418                             |
| 19    | Ивашкевич Григорий Мефодьевич                                                        | 23.03.1945 | пехота                     | Стрелок 1376-го стрелкового полка 417-й стрелковой дивизии, 51-я армия (СССР), 4-й Украинский фронт | Рядовой                   | Родился в селе Владимировка (ныне посёлок городского типа) Волновахского района Донецкой области 11.03.1919 — 29.12.1991 Умер и похоронен в Сочи.                                                                                      | 2654                             |
| 20    | Игнатьев Михаил Трофимович                                                           | 24.08.1943 | авиация                    | заместитель командира эскадрильи 13-го истребительного авиационного полка 201-й истребительной авиационной дивизии 2-й смешанный авиационный корпус, Северо-Кавказский фронт | лейтенант                 | Родился в селе Тетлега Чугуевского района Харьковской области 21.11.1920 — 27.11.1973 умер и похоронен в Майкопе | 6547                             |
| 21    | Ищенко Николай Александрович                                                         | 27.07.1943 | авиация                    | командир эскадрильи 746-го авиационного полка, 45-я авиационная дивизия, Авиации дальнего действия | Майор                     | 14.02.1910 — 12.09.1945 | 6455                             |
| 22    | Калиманов Иван Еремеевич                                                             | 03.06.1944 | пехота                     | пулемётчик, 658-й стрелковый полк, 218-я стрелковая дивизия (2-го формирования), 47-я армия, Воронежский фронт | рядовой                   | 25.09.1924 — 2006 | 5203                             |
| 23    | Коваленко Григорий Васильевич                                                        | 24.03.1945 | пехота                     | Помощник начальника штаба по разведке 176-го гвардейского стрелкового полка, 59-й гвардейской стрелковой дивизии, 46-я армия (СССР), 2-й Украинский фронт | гвардии капитан           | 26.06.1915 — 14.02.1988 | 9962                             |
| 24    | Кольцов Павел Фёдорович                                                              | 15.05.1946 | пехота                     | командир пулемётного расчёта 905-го стрелкового полка, 248-й стрелковой дивизии, 5-я ударная армия, 1-й Белорусский фронт. | младший сержант           | 20.01.1910 — 31.03.2011 | 9652                             |
| 25    | Корницкий Михаил Михайлович                                                          | 17.04.1943 | морская пехота             | командир отделения 1-го боевого участка морского десанта Новороссийская ВМБ Черноморский флот | младший сержант           | 1914 — 07.02.1943 | 3202                             |
| 26    | Костылев Евгений Арсентьевич                                                         | 10.04.1945 | артиллерия                 | командир 152-го гвардейского истребительно-противотанкового артиллерийского Раздельненского ордена Кутузова полка 4-го гвардейского кавалерийского корпуса 2-го Украинского фронта, | гвардии майор             | 5 января 1914 — 22 февраля 1961 | 8597                             |
| 27    | Кошев Алий Юсуфович                                                                  | 13.09.1944 | инженер                    | сапёр 90-го отдельного сапёрного батальона, 2-й гвардейский танковой корпус, 2-я гвардейская танковая армия, 2-й Украинский фронт | ефрейтор                  | 01.09.1922 — 13.01.1971 | 9419                             |
| 28    | Кривцов Сергей Васильевич                                                            | 23.10.1943 | пехота                     | Командир отделения автоматчиков 11-й мотострелковой бригады, 10-й танковый корпус, 40-я армия, Воронежский фронт | Сержант                   | 17.09.1904 — 08.02.1979 | 13429                            |
| 29    | Крюков Николай Васильевич                                                            | 16.09.1941 | авиация                    | командир эскадрильи 53-го дальнебомбардировочного авиационного полка, 40-я авиационная дивизия, авиации дальнего действия | капитан                   | 25.05.1907 — 20.05.1942 | 1898                             |
| 30    | Купин Фёдор Николаевич                                                               | 24.3.1945  | Десантные войска           | Разведчик 5-й отдельной гвардейской воздушно-десантной разведывательной роты 1-й гвардейской воздушно-десантной Звенигородско-Бухарестской Краснознамённой ордена Суворова дивизии 53-й армии 2-го Украинского фронта                                                                        | гвардии рядовой           | 26.5.1923 — 04.04.1988 | 9873                             |
| 31    | Кутенко Николай Васильевич                                                           | 27.02.1945 | танкист                    | командир танкового взвода 2-го танкового батальона, 47-я гвардейская танковая бригада, 9-й гвардейский танковый корпус 2-я гвардейская танковая армия 1-й Белорусский фронт | гвардии старший лейтенант | 01.03.1923 — 18.01.1945 | 10047                            |
| 32    | Лаухин Александр Кириллович                                                          | 02.09.1943 | авиация                    | командир эскадрильи 1-го гвардейского истребительного авиационного полка, 7-я гвардейская истребительная авиационная дивизия, 2-й истребительный авиационный корпус, 15-я воздушная армия, Брянский фронт                                                                                    | гвардии старший лейтенант | 01.09.1917 — 22.05.1951 | 3865                             |
| 33    | Лозов Василий Савельевич                                                             | 26.10.1943 | артиллерия                 | командир орудия 80-го гвардейского отдельного истребительно-противотанкового дивизиона, 73-я гвардейская стрелковая дивизия, 7-я гвардейская армия, Степной фронт | гвардии сержант           | 9.10.1916 — 6.10.1992 | 503                              |
| 34    | Макаренко Алексей Иосифович                                                          | 27.06.1945 | авиация                    | командир звена 160-го гвардейского бомбардировочного авиационного полка, 8-й гвардейской бомбардировочной авиационной дивизии, 6-го гвардейского бомбардировочного авиационного корпуса, 2-я воздушная армия, 1-й Украинский фронт.                                                          | гвардии старший лейтенант | 16.05.1920 — 24.11.1991 | 9818                             |
| 35    | Марков, Владимир Александрович                                                       | 27.06.1945 | танкист                    | командир танкового батальона 61-й гвардейской танковой бригады 10-го гвардейского танкового корпуса 4-й танковой армии 1-го Украинского фронта. | гвардии старший лейтенант | (16.02.1923, Новороссийск — 13.09.1955, Тбилиси) учился в Орловском БТУ (Майкоп) | 5537                             |
| 36    | Михайлов Николай Матвеевич                                                           | 28.04.1945 | генерал пехота             | командир 78-й стрелковой дивизии, 46-я армия (СССР), 3-й Украинский фронт | генерал-майор             | 19.12.1902 — 30.11.1965 | 3963                             |
| 37    | Нагульян, Мартирос Карапетович                                                       | 18.08.1945 | авиация                    | командир звена штурмовиков 593-го штурмового авиационного полка, 332-я штурмовая авиационная дивизия, 4-я воздушная армия (СССР), 2-й Белорусский фронт | лейтенант                 | 01.01.1920 — 06.04.1945 | 9426                             |
| 38    | Нехай Даут Ереджибович                                                               | 27.02.1945 | пехота                     | командир 1-го стрелкового батальона 1083-го стрелкового полка 312-й стрелковой дивизии, 69-я армия (СССР), 1-й Белорусский фронт | майор                     | 27.11.1917 —01.02.1955 | 9371                             |
| 39    | Сапунов Николай Андреевич                                                            | 13.09.1944 | артиллерия                 | командир огневого взвода 47-го гвардейского кавалерийского полка 12-й гвардейской кавалерийской дивизии 5-го гвардейского Донского кавалерийского корпуса, 2-й Украинский фронт | гвардии лейтенант         | Родился в селе Бупел Хомутовского района Курской области 25.05.1923 — 10.07.1978. Умер и похоронен в Майкопе | 9359                             |
| 40    | Светачев Георгий Георгиевич                                                          | 15.01.1944 | танкист                    | командир взвода 195-го танкового батальона 95-й танковой бригады 9-го танкового корпуса 65-й армии Центрального фронта | гвардии лейтенант         | Родился на хуторе Благовещенский (ныне — Калачеевский район Воронежской области). Учился в Орловском БТУ (Майкоп 23-й выпуск) 25.11.1922 — 22.11.1943 Погиб и похоронен в г. Городня (Городнянский район) Черниговской области Украины |                                  |
| 41    | Силантьев Николай Андреевич                                                          | 19.04.1945 | пехота                     | командир стрелкового отделения, парторг роты 1124-го стрелкового полка 334-я стрелковая дивизия 2-я гвардейская армия 3-й Белорусский фронт | рядовой                   | 01.05.1922 — 22.02.1994 | 10048                            |
| 42    | Скворцов Дмитрий Данилович                                                           | 24.03.1945 | пехота                     | командир роты 461-го стрелкового полка, 142-я стрелковая дивизия, 23-я армия, Ленинградский фронт | старший лейтенант         | 15.03.1918 — 19.05.1973 | 9649                             |
| 43    | Сорока Алексей Прокофьевич                                                           | 16.05.1944 | пехота                     | заместитель командира стрелкового батальона 1133-го стрелкового полка, 339-я стрелковая дивизия, Отдельная Приморская армия. | капитан                   | Родился в станице Камышеватская ныне Ейского района Краснодарского края 29.02.1916-01.02.1993 Умер и похоронен в Майкопе | 9606                             |
| 44    | Стариковский, Александр Степанович                                                   | 24.03.1945 | Артиллерия                 | командир миномётного расчёта 16 стрелкового Уссурийского полка 102-й стрелковой Дальневосточной дивизии, 48-я армия (СССР), 1-й Белорусский фронт | Сержант                   | Родился в селе Ольгино, ныне посёлок Москаленки Омской области 20.12.1914 — 26.05.1984 умер и похоронен в Майкопе | 1490                             |
| 45    | Степаненко, Пётр Игнатьевич                                                          | 24.03.1945 | танкист                    | командир 257-го танкового батальона, 108-я танковая бригада, 9-й танковый корпус, 1-й Белорусский фронт | майор                     | 07.11.1915 — 19.04.1945 | 9683                             |
| 46    | Топорков Андрей Дмитриевич                                                           | 17.10.1943 | артиллерия                 | командир миномётного расчёта 231-го гвардейского стрелкового полка ,75-я гвардейская стрелковая дивизия, 60-я армия (СССР), Центральный фронт | гвардии сержант           | 12.07.1916 — 25.08.1972 | 7907                             |
| 47    | Тхагушев Исмаил Халалович                                                            | 25.10.1943 | пехота                     | командир стрелковой роты 89-го стрелкового полка 23-й стрелковой дивизии 47-й армии Воронежского фронта | лейтенант                 | 17.03.1920 — 15.11.1943 | 3731                             |
| 48    | Тюков Владимир Михайлович                                                            | 13.04.1944 | авиация                    | заместитель командира эскадрильи 214-й штурмовой авиационной дивизии 4-я воздушная армия (СССР) Северо-Кавказский фронт | старший лейтенант         | 17.07.1921 — 24.04.1944 | 9844                             |
| 49    | Цветков Василий Фёдорович                                                            | 20.12.1943 | инженер                    | Командир отделения 69-го отдельного инженерного батальона 37-я армия Степной фронт | старший сержант           | 23.08.1909 — 13.11.1981 | 5888                             |
| 50    | Чалов, Павел Иванович                                                                | 06.03.1945 | морской флот               | командир сторожевого катера дивизиона сторожевых катеров, Охрана водного района Талиннского морского района, Балтийский флот | младший лейтенант         | 30.09.1921 — 05.04.2000 | 5805                             |
| 51    | Чечетко Николай Карпович                                                             | 13.09.1944 | танкист                    | командир танковой роты 109-й танковой бригады, 16-го танкового корпуса, 2-я танковая армия, 2-й Украинский фронт | старший лейтенант         | Родился в станице Старокорсунская Динского района Краснодарского края 15.11.1916 — 23.07.1952 Умер и похоронен в Киеве | 9164                             |
| 52    | Чуц, Абубачир Батербиевич                                                            | 20.04.1945 | морской флот               | разведчик 384-го отдельного батальона морской пехоты, Одесская ВМБ, Черноморский флот | матрос                    | 1912 — 27.03.1944 | 7157                             |
| 53    | Чучвага Иван Иванович                                                                | 24.08.1943 | авиация                    | командир эскадрильи , 866-го истребительного авиационного полка, 288-я истребительная авиационная дивизия, 17-я воздушная армия Юго-Западный фронт | капитан                   | 22.05.1920 — 12.03.1943 | 9680                             |
| 54    | Шатило, Ким Дмитриевич                                                               | 10.03.1944 | Бронетанковые войска       | командир танка 84-го отдельного танкового полка 630-й мехбригады, 7-й механизированный корпус, 2-й Украинский фронт | младший лейтенант         | Родился в станице Гиагинская ныне Гиагинского района Республики Адыгея 30.10.1924 — 10.01.1964 Умер в Москве. Похоронен на 8 участке Введенского кладбища в Москве.                                                                    | 5786                             |
| 55    | Шевкунов Анатолий Константинович                                                     | 1.7.1944   | авиация                    | командир звена 449-го бомбардировочного авиационного полка, 244-й бомбардировочной авиационной дивизии, 17-я воздушная армия, Юго-Западный фронт. | лейтенант                 | 19.6.1921 — 17.8.1991 | 9838                             |
| 56    | Шумаков Георгий Евгеньевич                                                           | 21.02.1945 | артиллерия                 | командир батареи 786-го лёгкого артиллерийского полка, 46-я лёгкая артиллерийская бригада, 12-я артиллерийская дивизия прорыва, 69-я армия, 1-й Белорусский фронт. | лейтенант                 | 29.09.1923 — 21.04.1945 | 9416                             |
| 57    | Юдин, Николай Лукьянович                                                             | 10.04.1945 | Бронетанковые войска       | командир танкового взвода 1-го танкового батальона 61-й гвардейской танковой Свердловско-Львовской Краснознамённой орденов Суворова и Богдана Хмельницкого бригады 10-го гвардейского танкового Уральско-Львовского корпуса 4-й гвардейской танковой армии 1-го Украинского фронта.          | лейтенант                 | 28.09.1924 — 03.02.1945 | 5532                             |

## Лишённый звания Героя Советского Союза
| № п/п | Фамилия Имя Отчество        | Даты жизни | Дата Указа (присв.) | Дата Указа (лиш.) | Причины | Стр. на сайте «Герои страны» |
| ----- | --------------------------- | ---------- | ------------------- | ----------------- | --- | ---------------------------- |
| 1     | Пасюков Владимир Алексеевич | 1925-1967  | 17.11.1943          | 11.03.1949        | 18 августа 1947 года военным трибуналом Ростовского гарнизона осуждён по ст. 193-2 (неисполнение приказа), ст. 193-7 (самовольная отлучка), ст. 193 п.а (оскорбление насильственным действием подчиненным начальника) и ст. 74 ч.2 (хулиганство) УК РСФСР по совокупности статей на 7 лет лишения свободы. | 15397                        |